# Янг Чімодзі
Янг Чімодзі (англ. Young Chimodzi, нар. 1 серпня 1961) — малавійський футболіст, що грав на позиції захисника. Відомий за виступами в складі клубу «Сільвер Страйкерз», та у складі національної збірної Малаві, за яку він зіграв 159 матчів, брав участь у фінальному турнірі Кубка африканських націй, та став бронзовим призером Африканських ігор 1987 року. Після завершення виступів на футбольних полях — малавійський футбольний тренер, двічі очолював національну збірну Малаві.

## Футбольна кар'єра
Янг Чімодзі всю свою клубну кар'єру провів у складі малавійського клубу «Сільвер Страйкерз», у якому грав до 1999 року. З 1979 до 1995 року він грав у складі національної збірної Малаві. У 1984 році футболіст у складі збірної брав участь у фінальному турнірі Кубка африканських націй. У 1987 році Чімодзі у складі збірної став бронзовим призером Африканських ігор.
Після завершення виступів на футбольних полях Янг Чімодзі став футбольним тренером. У 2009—2010 роках Чімодзі очолював національну збірну Малаві. Удруге національну збірну Чімодзі очолював у 2014—2015 роках.